# Adnan Khashoggi
Adnan Khashoggi (in arabo عدنان خاشقجي‎?; /ʕædˈnæːn xæːˈʃuqdʒiː/; La Mecca, 25 luglio 1935 – Londra, 6 giugno 2017) è stato un imprenditore saudita, trafficante d'armi, nei primi anni ottanta era considerato uno degli uomini più ricchi del mondo, con un patrimonio netto stimato in circa 4 miliardi di dollari.
Aveva accumulato un'immensa fortuna facendo da mediatore nel commercio di armi occidentali verso il Medio Oriente Implicato negli scandali Iran-Contras e Lockheed, fu condannato per traffici illegali con il presidente filippino Ferdinand Marcos.
Divenne noto per le sue frequentazioni mondane nel mondo occidentale e arabo. Nel 1979 si fece costruire dai cantieri Benetti di Viareggio il Nabila, un panfilo per l'epoca rivoluzionario, che inaugurò l'era dei moderni megayacht..

## Biografia
Khashoggi nacque alla Mecca, da Muhammad Khashoggi, che era il medico personale del re Abd al-Aziz, e Samiha Ahmed, una donna saudita di origine siriana. La sorella di Khashoggi era la scrittrice Samira Khashoggi che sposò l'uomo d'affari Mohamed Al-Fayed ed era la madre di Dodi Fayed. Un'altra sorella, Soheir Khashoggi, è una nota scrittrice araba (Mirage, Nadia's Song, Mosaic). Aveva due fratelli, Essam Khashoggi e Adil Khashoggi, e chiamò la sua holding Triad Corporation in riferimento a se stesso e ai suoi due fratelli. Era uno zio paterno del giornalista assassinato, Jamal Khashoggi.
Khashoggi studiò al Victoria College di Alessandria, in Egitto, e alle università americane Chico State, Ohio State e Stanford. Khashoggi lasciò gli studi per cercare fortuna negli affari.

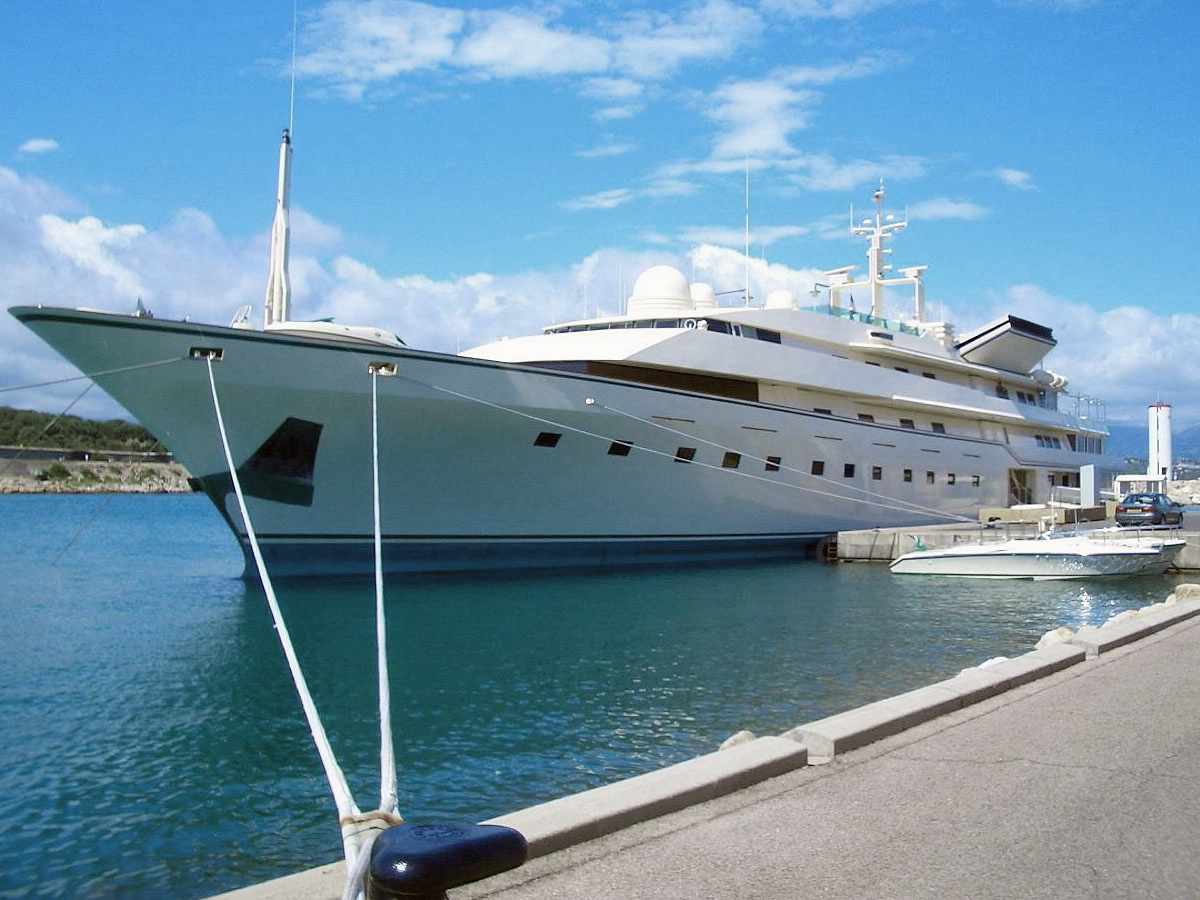
Il panfilo Nabila

I primi anni di Khashoggi trascorsero tra alcune delle figure più influenti dell'Arabia Saudita. "Mentre frequentava la scuola incontrò Hussein bin Talal, il futuro re di Giordania. Fu a scuola che Khashoggi apprese per la prima volta il valore commerciale di facilitare un accordo, riunendo un compagno di classe libico il cui padre voleva importare asciugamani con un compagno di classe egiziano il cui padre fabbricava asciugamani: guadagnò 1.000 dollari per quella presentazione. La successiva istruzione universitaria di Khashoggi sarvì da trampolino di lancio per la sua carriera commerciale.

## Carriera aziendale
In uno dei suoi primi importanti affari, una grande impresa di costruzioni aveva difficoltà con i camion che utilizzava sulle sabbie mobili del deserto. Khashoggi, usando i soldi che gli aveva dato suo padre per comprare un'auto, acquistò un certo numero di camion Kenworth, le cui ruote larghe rendevano notevolmente più facile attraversare il deserto. Khashoggi guadagnò i suoi primi 250.000 dollari noleggiando i camion alla società di costruzioni e diventò l'agente con sede in Arabia Saudita per Kenworth.
Negli anni ’60 e ’70, Khashoggi contribuì a riunire le aziende occidentali e il governo dell’Arabia Saudita, per soddisfare le esigenze infrastrutturali e di difesa del paese. Tra il 1970 e il 1975, la Lockheed pagò a Khashoggi 106 milioni di dollari in commissioni. Le sue commissioni iniziarono al 2,5% e alla fine salirono fino al 15%. Khashoggi "divenne a tutti gli effetti un braccio marketing della Lockheed. Khashoggi avrebbe fornito non solo un antipasto ma anche strategia, consulenza costante e analisi", secondo Max Helzel, allora vicepresidente del marketing internazionale di Lockheed.
Pioniere del commercio, fondò società in Svizzera e Liechtenstein per gestire le sue commissioni e sviluppò contatti con notabili come gli ufficiali della CIA James H. Critchfield e Kim Roosevelt e l'uomo d'affari statunitense Bebe Rebozo, uno stretto collaboratore del presidente degli Stati Uniti Richard Nixon. Il suo yacht, il Nabila, all'epoca era il più grande del mondo e fu utilizzato nel film di James Bond Mai dire mai più. Dopo che Khashoggi ebbe problemi finanziari, vendette lo yacht al sultano del Brunei, che a sua volta lo vendette per 29 milioni di dollari a Donald Trump. E Trump lo vendette per 20 milioni di dollari  al principe Al-Waleed bin Talal come parte di un accordo per mantenere il suo casinò Taj Mahal fuori dalla bancarotta. Khashoggi ottenne influenza presso il presidente degli Stati Uniti Richard Nixon donando 200 milioni di dollari alla sua campagna politica del 1972, attraverso una banca amica ed eludendo le leggi esistenti che vietavano somme così ingenti da parte delle società americane alle campagne politiche. Accordi simili permisero a Khashoggi di acquisire influenza presso persone importanti in tutto il mondo.

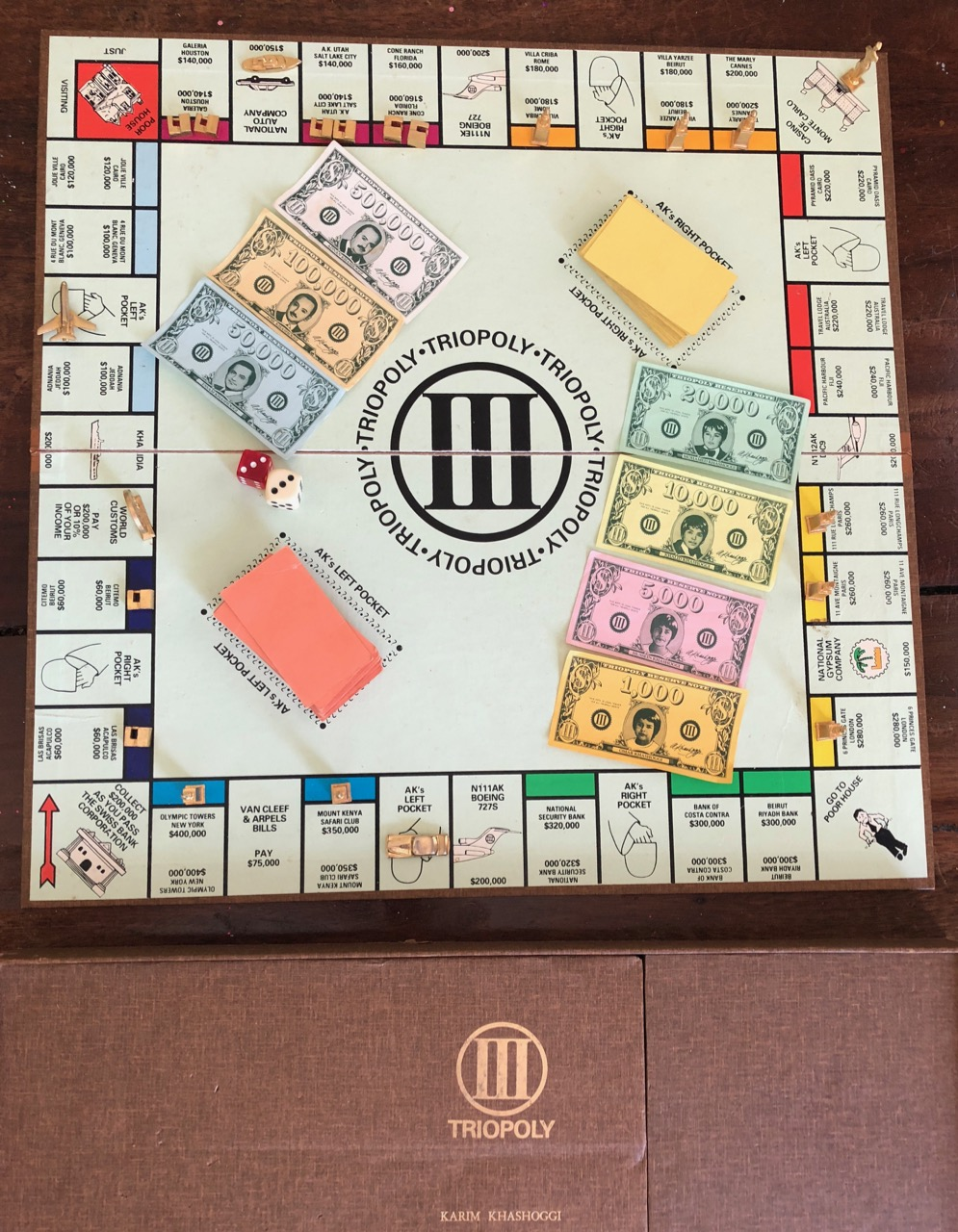
Il gioco da tavolo personalizzato di Khashoggi sulle sue proprietà

Khashoggi era a capo di una società chiamata Triad International Holding Company che, tra le altre cose, costruì il Triad Center a Salt Lake City, che in seguito finì in bancarotta. Era ormai famoso come trafficante d'armi, mediatore di accordi tra aziende statunitensi e il governo saudita, più attivamente negli anni '60 e '70. Nella serie di documentari The Mayfair Set, l'autore saudita Said Aburish affermò che uno dei primi accordi di Khashoggi fu quello di fornire armi a David Stirling per una missione segreta nello Yemen durante l'emergenza Aden nel 1963. Tra i suoi clienti esteri c'erano gli appaltatori della difesa Lockheed Corporation (ora Lockheed Martin Corporation), Raytheon, Grumman Aircraft Engineering Corporation e Northrop Corporation (le ultime due delle quali si sono poi fuse in Northrop Grumman).

### Triad International
Triad International è una società multinazionale di investimento privato di proprietà di Khashoggi. Venne chiamato "Triade" in onore dei tre fratelli, Adnan, Essam e Adil. I suoi investimenti inclusero molte proprietà e aziende importanti in tutto il mondo. La società era composta da società controllate, tra cui Triad Management, Triad Properties, Triad Energy, Triad Technology e Triad Financial Resources. La portata globale delle attività spinse la famiglia Khashoggi a creare un gioco da tavolo chiamato Triopoly, modellato sul classico gioco del Monopoli. Le varie tessere del gioco rappresentavano proprietà e società di proprietà di Khashoggi e della sua società della Triade. Il gioco fu prodotto e regalato a parenti e amici.
Triad International venne costituita all'inizio degli anni '60 e, man mano che cresceva, si estendeva su cinque continenti.  Le partecipazioni societarie includevano hotel, centri commerciali, banche, raffinerie di petrolio, un produttore di computer, una miniera d'oro, società di costruzioni, franchising di automobili e camion e lo Utah Jazz, una squadra professionista di basket con sede a Ginevra, in Svizzera, e con le sue società controllate situate negli Stati Uniti, in Canada e in Arabia Saudita.
Khashoggi, attraverso la Triade, possedeva il Mount Kenya Safari Club, noto come Ol Pejeta Conservancy, una riserva ai piedi del Monte Kenya, nel centro est di San Francisco, negli Stati Uniti; una proprietà da 250 milioni di dollari; Long Beach Edgington Oil, una raffineria di petrolio da 250 milioni di dollari l'anno negli Stati Uniti; Sistemi informatici ATV, Santa Ana, Arizona, Stati Uniti; Colorado Land & Cattle Company, Security National Bank a Walnut Creek, California, USA, miniera d'oro Barrick a Toronto, Canada; concessionarie di auto e camion dell'Arabia Saudita Kenworth, Chrysler e Fiat; la compagnia National Gypsum in Arabia Saudita e Sahuaro Petroleum a Phoenix, Arizona, USA.
La società aveva anche importanti interessi finanziari nei Lloyd's di Londra; l'azienda Manera; Las Brisas Resort a Acapulco, Messico; la Galleria di Houston; Compagnia nazionale di autonoleggio; Oasi Piramidale al Cairo, Egitto; Lodge di viaggio in Australia; Hotel Pacific Harbour alle Fiji; Banca di Beirut Riad; e la sponda di Contra Costa.
Il patrimonio immobiliare della Triade di Khashoggi comprendeva residenze private a Beirut; Gedda; Riad; Ginevra; Il Cairo; Salt Lake City, Utah; Cono Ranch, Florida; Roma; Parigi; Cannes; Londra; e un attico su più piani nella Olympic Tower a New York.
Khashoggi possedeva anche diversi jet privati e superyacht tramite Triad, tra cui un McDonnell Douglas DC-8 e DC-9, tre Boeing 727 e diversi jet ed elicotteri aziendali più piccoli. I suoi tre superyacht, il Nabila, il Mohammadia e il Khalidia, presero il nome dai suoi figli, Nabila, Mohammed e Khalid.

### La morte
Morì il 6 giugno 2017 mentre era in cura per il morbo di Parkinson al St Thomas' Hospital di Londra. Aveva 81 anni.

## Vita privata

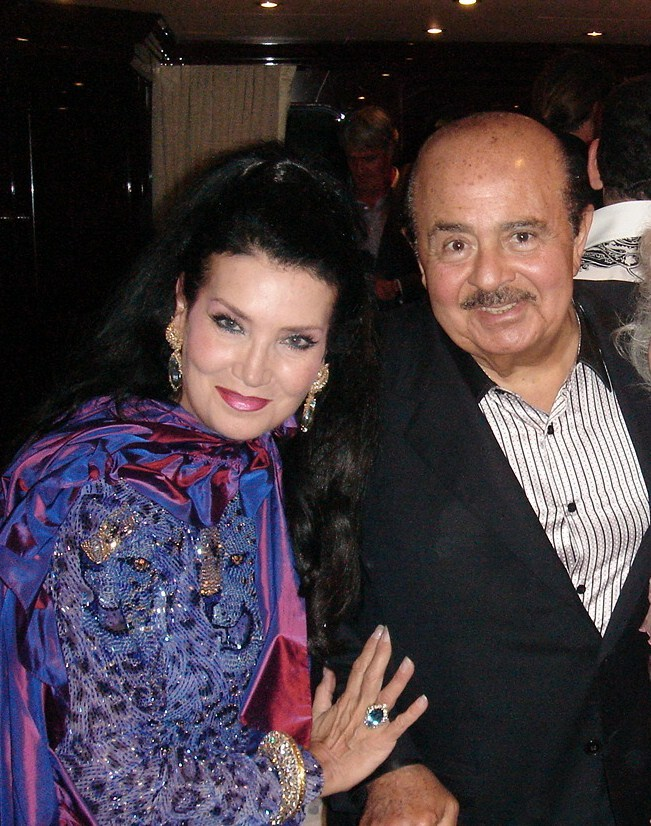
Khashoggi con la moglie Lamia, l'italiana Laura Biancolini

Nel 1961, Khashoggi sposò una donna britannica di 20 anni, Sandra Daly, che si convertì all'Islam e prese il nome Soraya Khashoggi. Ebbero una figlia (Nabila) e quattro figli insieme (Mohamed, Khalid, Hussein e Omar). Divorziarono nel 1974. Lui fu poi costretto a versarle 874 milioni di dollari.
Anche la seconda moglie di Khashoggi, l'italiana Laura Biancolini, (m. 1978) si convertì all'Islam e cambiò il suo nome in Lamia Khashoggi. Aveva diciassette anni quando incontrò Adnan; insieme hanno avuto un figlio, Ali. Khashoggi rimase sposato fino alla morte di lei. La terza moglie legale di Adnan fu Shahpari Azam Zanganeh (m. 1991-2014). Oltre ai suoi matrimoni, Khashoggi manteneva anche un harem, con almeno dodici donne che venivano descritte come le sue "mogli di piacere".  Una di loro fu Jill Dodd, ex modella e stilista, che incontrò nel 1980. Dodd ha scritto un libro di memorie intitolato The Currency  of Love sulla loro relazione.
Negli anni '80, la famiglia Khashoggi occupò una delle più grandi ville di Marbella, in Spagna, chiamata Baraka, ospitando feste sontuose. Tra gli ospiti di queste feste c'erano star del cinema, celebrità pop e politici. Gli furono attribuiti molti flirt tra cui  figurano Farrah Fawcett, Raquel Welch, Brooke Shields e Lory Del Santo. Nel 1985, il giornalista Robin Leach riferì che Khashoggi organizzò una festa di compleanno di cinque giorni a Vienna per il suo figlio maggiore e che nel suo periodo di massimo splendore spendeva $ 250.000 al giorno per mantenere il suo stile di vita. Continuò a spendere generosamente anche quando incontrò problemi finanziari. Si dice che il suo patrimonio netto fosse sceso a circa 8 milioni di dollari nel 1990. A causa del suo stile di vita stravagante, fu chiamato il Grande Gatsby del Medio Oriente.
Khashoggi possedeva anche la Ol Pejeta Conservancy, nella contea di Laikipia, in Kenya, conosciuta all'epoca come Mount Kenya Safari Club. Da allora la sua casa è stata trasformata in un hotel gestito da Serena Hotels.

## Politica, processi, arresti
Khashoggi fu direttamente coinvolto nell'organizzazione e nel finanziamento dell'operazione top-secret Moses nel 1984 per trasportare in aereo e mettere in salvo 14.000 ebrei etiopi dal Sudan a Israele durante una carestia causata dalla guerra civile etiope.
Khashoggi fu implicato nell'affare Irangate come intermediario chiave nello scambio di armi in ostaggio insieme al trafficante d'armi iraniano Manucher Ghorbanifar e, in una complessa serie di eventi, si scoprì che aveva preso in prestito denaro per questi acquisti di armi dalla Banca of Credit and Commerce International (BCCI) con il sostegno dell’Arabia Saudita e degli Stati Uniti. Il suo ruolo nella vicenda creò una controversia  quando Khashoggi donò milioni all'Università americana di Washington, per costruire un'arena sportiva che avrebbe portato il suo nome. Khashoggi fu membro del consiglio di amministrazione dell'università dal 1983 fino alla sua incriminazione per frode e altre accuse nel maggio 1989. Khashoggi fu il "principale agente straniero" degli Stati Uniti e contribuì a stabilire la partnership di intelligence sovranazionale nota come il Safari Club.
Nel 1988 Khashoggi fu arrestato in Svizzera, accusato di occultamento di fondi e detenuto per tre mesi. Khashoggi smise di combattere l’estradizione quando i pubblici ministeri statunitensi ridussero le accuse a ostruzione alla giustizia e frode postale e ritirarono le accuse più gravi di racket e cospirazione. Nel 1990, una giuria federale degli Stati Uniti a Manhattan assolse Khashoggi e Imelda Marcos, vedova del presidente filippino in esilio Ferdinand Marcos, dall'accusa di racket e frode.
Khashoggi era un finanziatore di Genesis Intermedia, Inc. (ex NASDAQ: GENI), una società Internet quotata in borsa con sede negli Stati Uniti. Nel 2006, Khashoggi venne citato in giudizio dalla Securities and Exchange Commission degli Stati Uniti per frode sui titoli. Il caso fu archiviato nel 2008 e Khashoggi non ammise né negò le accuse.

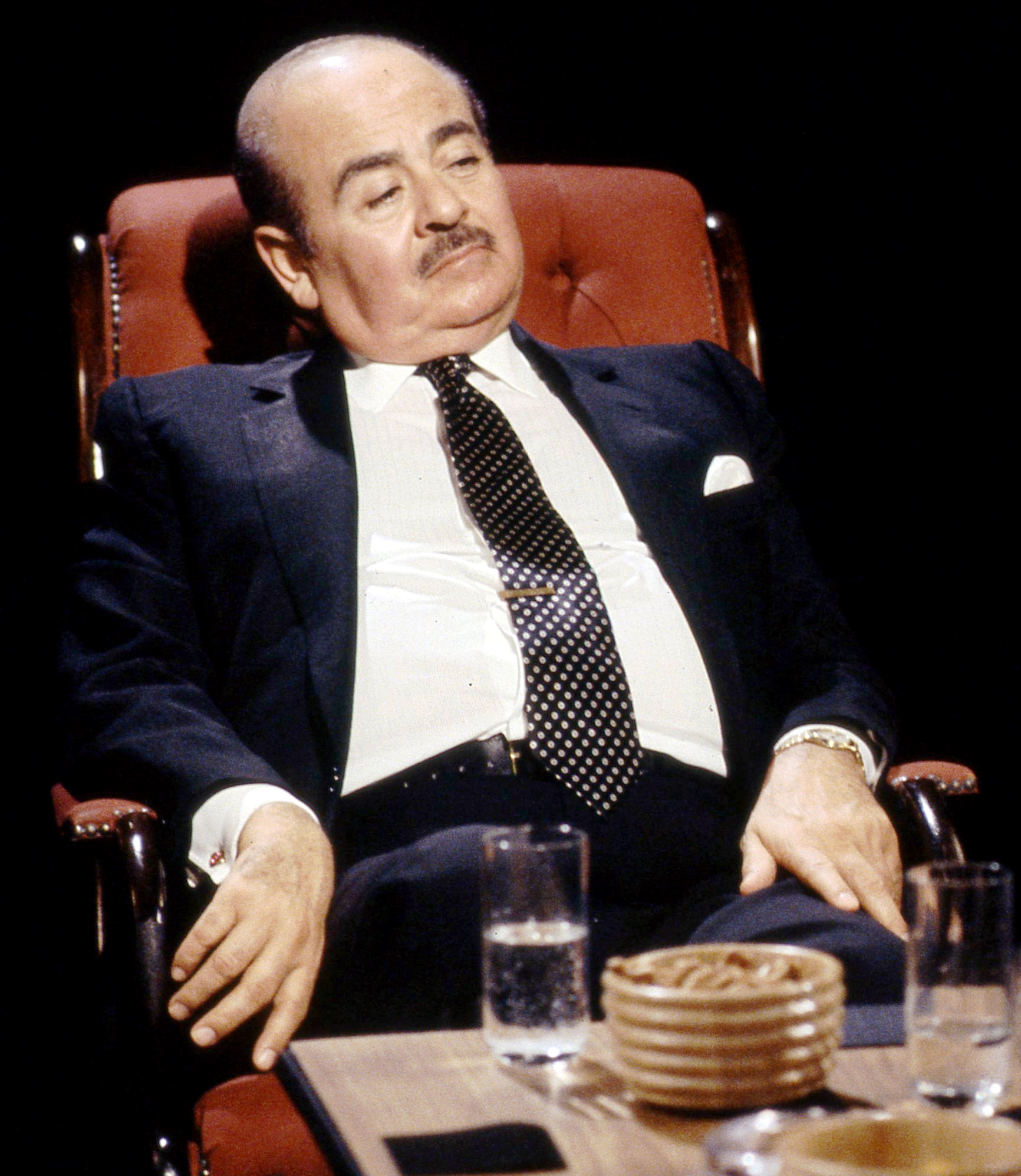
In After Dark nel 1991

Nel gennaio 2003, Seymour Hersh riferì sulla rivista The New Yorker che l'ex vicesegretario alla Difesa americano Richard Perle aveva avuto un incontro con Khashoggi a Marsiglia per utilizzarlo come canale tra Trireme Partners, una società di capitale di rischio privata di cui era uno di tre presidi e il governo saudita. All'epoca, Perle era presidente del Comitato consultivo del Consiglio per la politica della difesa, un gruppo consultivo del Dipartimento della Difesa, che gli forniva accesso a informazioni riservate e una posizione per influenzare la politica di difesa. Khashoggi disse a Hersh che Perle gli aveva parlato dei costi economici riguardanti una proposta di invasione dell’Iraq. “‘Se non c’è la guerra’, mi disse, ‘perché c’è bisogno di sicurezza? Se ci fosse una guerra, ovviamente, si dovranno spendere miliardi di dollari’ ”.

### Media
Nel 1991 Khashoggi fece una lunga apparizione nel programma televisivo britannico After Dark, discutendo del Medio Oriente insieme, tra gli altri, all'ex primo ministro Edward Heath e Lord Weidenfeld.
Khashoggi apparve anche in Stili di vita ricchi e famosi nel 1985 con il conduttore Robin Leach che mostrava lo stile di vita stravagante di Khashoggi.
Durante il suo apice, Khashoggi fu una figura così nota da apparire spesso sulla stampa e sui media, anche in vari programmi televisivi, giornali e copertine di riviste importanti come Time e The Washington Post.